# Los Berrones
Los Berrones son un grupo asturiano de rock formado por Ramón Blanco, Tante Blanco, Olegario Méndez y Rubén Buelga a finales de la década de 1980. De estilo punk y considerados popularmente como creadores del agro-rock, cantan en asturiano y se caracterizan por la naturalidad y espontaneidad de su música, sus actuaciones y sus letras, en las que siempre está presente el humor irónico.

## Orígenes
Tienen su origen en la localidad de Tolivia en el concejo de Laviana, Asturias, donde nacieron y residen sus dos componentes. A pesar de que la formación está actualmente integrada por Ramón Blanco y Olegario Méndez, el grupo se completa durante los conciertos con la colaboración de Julio Gilsanz en la guitarra, de Miguel Herrero a la batería (tras el fallecimiento en diciembre de 2015 de Chema Fombona) y de José Ramón Feito a los teclados.

## Historia
A comienzos de los ochenta, y prácticamente sin instrumentos, empieza a germinar el grupo cuando, principalmente por los veranos, se juntan para tocar por diversión y sin pretensiones, hasta que en el año 1987 deciden dar un paso más, compran instrumentos y equipo, y se lanzan a dar sus primeros conciertos.
En 1988 llega el hecho más determinante de su carrera, cuando sin muchas expectativas deciden presentarse a un concurso de maquetas de Los 40 Principales. Son finalistas y obtienen como premio la posibilidad de grabar un sencillo de dos canciones. El inesperado resultado es el sencillo más vendido de la historia de Asturias y una gran repercusión mediática, especialmente con la canción "Nun yes tu", que continuaría con el lanzamiento de su primer álbum, Voy dicítelo (Fechu n'Asturies), en 1989, que alcanzó la cifra de 20.000 copias vendidas.
Al año siguiente terminan de traspasar las fronteras del Principado con la grabación de Si rompe, que rompa, disco que grabaron en Madrid y llegaron a presentar a nivel nacional, alcanzando unas ventas que a punto estuvieron de otorgarles un disco de oro y convirtiéndolo así en el disco en lengua asturiana más vendido de la historia.
En 1992 grabaron ¿Lo tuyo cómo ye?, también en Madrid y con la colaboración de Antonio Vega, que toca la guitarra en el tema La pensionista; y en 1993 el cuarto disco, No, home, non.
Tras ese álbum, y según declararon tiempo después, hartos de los abusos de las compañías discográficas, inician una pausa que duraría hasta 1998. Entonces retornan con Da-y fuerte, nuevo disco como trío y con cambio de discográfica incluido. El paso del tiempo se nota en este trabajo, ya que el sonido en gran parte acústico de sus inicios da paso a canciones mucho más roqueras, potentes y complejas.
En 1999, cumpliendo el décimo aniversario de su primer álbum, editan el recopilatorio 10 años berrando. Para él, regraban algunas de sus canciones más antiguas, por problemas con los derechos de las mismas.
Habría que esperar a 2003 para escuchar nuevos temas de la banda, con su aclamado regreso República Independiente de Tolivia. Este álbum presenta un sonido más limpio y depurado que el anterior, aunque siguiendo en una línea rock, e incorpora de forma mucho más notable la crítica social en los textos, sin dejar de lado la ironía y el sarcasmo característicos del grupo.
En 2004 siguen de gira por toda Asturias y en agosto celebran su concierto más multitudinario, en la playa de Poniente de Gijón, ante unas 20.000 personas; actuación que quedaría inmortalizada en un digipack (caja en formato libro con 2 CD y DVD) titulado Directo.
A finales del mismo año, graban a petición de una cadena local un tema titulado "Fai Deporte" en el que colaboran diversos deportistas asturianos, con cierto éxito. La canción es editada en formato sencillo junto con una reedición del álbum República Independiente de Tolivia.
Para la Navidad de 2005, lanzan al mercado La caxa azul de Berrones, un pack en el que se incluyen sus dos últimos discos junto con una camiseta, una gorra y otros productos oficiales del grupo.
A finales de 2009 sacan un nuevo disco de estudio titulado VII: Ad Libitum, expresión latina que viene a decir "a tu aire", ya que en él asumen todas las funciones discográficas, desde la producción hasta la distribución del disco. Por segunda vez hacen una versión, en este caso del tema "Confortably numb" de Pink Floyd, uno de sus grupos de referencia, como lo demuestra la portada del disco, dedicándola a la memoria de Richard Wright, teclista y miembro fundador del grupo, fallecido en 2008. Es el primer disco sin Tante Blanco, que abandona el grupo en 2005 para emprender otros proyectos musicales.
En mayo de 2010 se incluye en el DVD "Aprende a jugar al fútbol con David Villa" una canción de Los Berrones dedicada al jugador asturiano titulada "Villa maravilla".
En junio de 2011 participan en el disco homenaje al grupo infantil asturiano "Xentiquina", haciendo una versión, con aires country, de la canción "La moto Pachín". 
En 2013, el grupo recibió un galardón honorífico en la séptima edición de los premios del Anuario de la Música en Asturias (AMAS).
En 2017 presentan un vídeo con una nueva canción "Menudu talibán", adelanto de un nuevo álbum.
Ese nuevo álbum llega en 2018, bajo el título de ¿Ónde vas con eses traces?. Diez canciones componen este nuevo disco en el que vuelven a asumir la producción y recuperan alguna de más de treinta años que nunca había grabado, como Nun tas bien, pero sí había interpretado en directo durante la gira de 1989, presetándola entonces bajo el título de Unos tan como cepillos y otros tan por cepillar. En este disco siguen su línea, profundizando en temas de relevancia social, dejando algunas canciones cierta amargura por la situación en la que vivimos. La portada, inspirada en un cuadro de Dalí, vuelve a ser firmada por Rafa Caballero sumando así la cuarta que diseñará para el grupo. Además, en este año incorporan a los directos una sección de teclados a cargo de José Ramón Feito que, si bien la habían utilizado con regularidad en las grabaciones, no solían llevar en las actuaciones en vivo.

## Discografía
- Voy dicítelo (Fechu n'Asturies) - km 444, 1989

1. La de les vacaciones
2. La de la escuela
3. Tiénesme apolmonáu
4. Nun yes tu
5. Pasamos del porro
6. La del borrín
7. Tais de yogur
8. La de Sindo el cabreru

- Si rompe, que rompa - Pasión, 1990

1. Chacho
2. Borrachón
3. La del estudiante
4. Como un perru ensin amu
5. La del tiempu
6. Nun yes tu
7. Toi fechu caldo
8. Vagu sempiternu
9. La del llágrima

- ¿Lo tuyo cómo ye? - Pasión, 1992

1. La de la tele
2. Manolo, por favor
3. Un mundu de llocos
4. Dar siempre la cara
5. Toi sanu
6. ¿Lo tuyo cómo ye?
7. La pensionista
8. La clave setenta
9. Soi un inútil total
10. Los del bote Pelargón

- No, home, non - Zafiro, 1993

1. Doite un güevu
2. Animal del disco-bar
3. Ponte en postura
4. Ente les fabes
5. No, home, non
6. Agárrate al mangu
7. Compra una consola
8. Nun me cuentes batalles
9. Igual tu que yo
10. El mio pueblu
11. Como Prince (tema extra en edición CD)
12. Beverly Hills (tema extra en edición CD)

- Da-y fuerte - Boomerang Discos, 1998

1. Polo
2. Un sinvergüenza
3. Nun me toques les campanes
4. Calcar na tená
5. Sé d'un llugar
6. Venti años
7. Yá la caguemos
8. Amor ciegu
9. Solitariu
10. País tropical
11. Le grand cochon
12. Mierda pa ti

- 10 años berrando - Santo Grial Producciones, 1999

1. Chacho (nueva versión)
2. Nun yes tu (nueva versión)
3. La de la escuela (nueva versión)
4. Calcar na tená
5. La de les vacaciones (nueva versión)
6. ¿Lo tuyo cómo ye? (nueva versión)
7. Agárrate al mangu
8. Nun me toques les campanes
9. Manolo, por favor (nueva versión)
10. Doite un güevu
11. El mio pueblu
12. La de la tele (nueva versión)
13. La de Sindo'l cabreru (nueva versión)
14. La del estudiante (nueva versión)
15. Le grand cochon
16. Chacho (versión agro-house)

- República Independiente de Tolivia - Santo Grial Producciones, 2003

1. Mentires
2. ¡Qué guapa yes!
3. A cabruñar
4. País de pandereta
5. Suañaba yo
6. ¡Cuántos queden pel camín!
7. Amor de mil duros
8. A dos nenos
9. Calamocanu
10. Esa atrocidá llamada amor
11. Les calentures
12. Puente sobre agües braves (versión de Bridge over troubled water de Simon and Garfunkel)

- Directo - Santo Grial Producciones, 2004

CD 1
1. Polo
2. Soi un inútil total
3. Suañaba yo
4. Calcar na tená
5. Chacho
6. Amor ciegu
7. ¡A cabruñar!
8. La de la escuela
9. Un mundu de llocos
10. Borrachón
11. La del llágrima
12. Rap de la sapa
13. Mentires
14. El mio pueblu
15. La de Sindo'l cabreru

CD 2
1. La del estudiante
2. Ponte en postura
3. Nun yes tu
4. País de pandereta
5. Como Prince
6. Popurri (incluye La del borrín, Pasamos del porro, Tais de yogur, Vagu sempiternu y Tiénesme apolmonáu)
7. Manolo, por favor
8. Dar siempre la cara
9. Calamocanu
10. La de les vacaciones

- VII: Ad Libitum - Llimaz Records, 2009

1. Toi que me lleva Dios
2. Carabines y escopetes
3. Caverna d'usureros
4. Nun me controles más
5. Nun ye más qu'un esame
6. Empufáu
7. Ya nun canta'l vaqueru
8. Señardá
9. Pueblos pequeños
10. Ciudad Juárez
11. Vicentón
12. Tírate pal monte
13. Paraísu natural (?)
14. El furacón
15. Como un tapín (adaptación de Confortably numb de Pink Floyd)

- ¿Ónde vas con eses traces? - Llimaz Records, 2018

1. Parásitos
2. ¡Vaya guchu que yes!
3. Bienaventuraos los mansos
4. Hippies del 68
5. Ansia de goces
6. Menudu talibán
7. Nun tas bien
8. Tamos en spanishtan
9. ¿Ésto pa que val?
10. ¿Ónde vas con eses traces?

## Miembros

### Miembros actuales
- Ramón Blanco: voz y guitarra (1987-presente)
- Olegario Méndez: bajo (1987-presente)

#### Miembros de apoyo
- Julio Gilsanz: guitarra (2000-presente)
- Miguel Herrero: batería (2015-presente)
- José Ramón Feito: teclados (2018-presente)

### Antiguos miembros
- Tante Blanco: guitarra (1987-2005)
- Rubén Buelga: batería (1987-1992)
- Velino Blanco: guitarra (1990-1997)

#### Antiguos miembros de apoyo
- Jaime Beláustegui: batería (1992-2001)
- Chema Fombona: batería (2001-2015)